# Andrew England Kerr
Andrew England Kerr, né le 23 septembre 1958 né à Birmingham, est un homme politique britannique. En 2019, il est élu député européen du Parti du Brexit.